# Kielce
Kielce és una ciutat del sud-est de Polònia, capital del Voivodat de Santa Creu (Świętokrzyskie) des de l'any 1999. La ciutat té 204.000 habitants (2009) i està situada al mig de la Muntanya de la Santa Creu, a la vora del riu Silnica.
Kielce és un important centre miner i de comerç a la zona, encara que és més coneguda pels linxaments antisemites esdevinguts després de finalitzar la Segona Guerra Mundial per part dels propis polonesos on 42 jueus van ser assassinats i al voltant de 200 van ser ferits.
Actualment la zona està vivint un gran desenvolupament econòmic a causa de la inversió estrangera en indústries de la zona.

## Llocs d'interès
- Palau del Bisbe (1637-1641): residència d'estiu dels Bisbes de Cracòvia d'estil barroc, hi ha un museu amb importants quadres de pintors polonesos.
- Catedral barroca (Segle XII, reconstruïda des de 1632-1635 fins al segle xix).
- Església de la Sagrada Trinitat (1640-1644).
- Tomasz Zielinski romantic Manor (1846-1858).
- Mercat del nucli antic (Segle XVIII).
- Carrer Sienkiewicza.
- Museu Stefan Żeromski.
- Sinagoga, d'estil renaixentista.
- 5 reserves naturals a l'àrea metropolitana.
- Kadzielnia Gorge, una pedrera utilitzada per rodar pel·lícules de l'oest.
- Muntanyes de Santa Creu.

### Cinemes i teatres
- "Moskwa" Kino Moskwa (en polonès).
- "Kinoplex" Grup Kinoplex Kielce (en polonès).
- "Multikino"
- Teatre Stefan Żeromski Lloc web (en polonès).
- Grup teatral "Kubus" Lloc web (en polonès) Arxivat 2010-03-13 a Wayback Machine..